# Старовойтова, Алёна Михайловна
Алёна Миха́йловна Старово́йтова (22 октября 1999, Москва, Россия) — российская хоккеистка, центральный нападающий. Игрок дмитровского клуба «Торнадо» и женской сборной России по хоккею с шайбой. Участница Олимпийских игр 2018 года.

## Биография
Отец — известный хоккейный тренер Михаил Старовойтов. Сначала Алёна занималась фигурным катанием, встав на коньки в два года по примеру старшей сестры, — одиночным, потом синхронным катанием. В возрасте 8 лет отец взял на соревнования по хоккею с мячом. В течение года занималась одновременно фигурным катанием и хоккеем с мячом, но приоритет отдавала фигурному катанию. Позднее перешла играть в хоккей с шайбой.
Выступала на Чемпионате мира по хоккею с мячом среди девушек не старше 17 лет в 2015 году, где стала лучшим нападающим и бомбардиром турнира.
В 2018 году выступала на Олимпийских играх в хоккее с шайбой, где заняла со сборной 4-е место.

## Достижения
- Серебряный призёр ЧМ по хоккею с мячом среди девушек не старше 17 лет - 2015
- Бронзовый призёр МЧМ по хоккею с шайбой - 2017
- Чемпионка России по хоккею с шайбой - 2016/17